# Rhopalomyia simultanea
Rhopalomyia simultanea är en tvåvingeart som beskrevs av Fedotova 1984. Rhopalomyia simultanea ingår i släktet Rhopalomyia och familjen gallmyggor.
Artens utbredningsområde är Kazakstan. Inga underarter finns listade i Catalogue of Life.